# Coniglio Editore
Coniglio Editore est une maison d'édition italienne spécialisée dans la bande dessinée, la musique et le manga. Fondée à Rome en 2001 par Francesco Coniglio, elle disparaît en 2011.